# Shanghuan
Das Shanghuan ist in der Erdgeschichte eine regionale Stufe im terrestrischen Paläogen Ostasiens. Das Shanghuan ist die basale Stufe in der Abfolge der Landsäugetierstufen in Ostasien und beginnt im basalen Paläozän (Paläogen). Sie wird vom Nongshanian gefolgt. Das Shanghuan ist durch eine endemische Fauna von ursprünglichen Siebenschläferverwandten (Gliriformes) und Pantodonta charakterisiert. Geochronologisch wird es derzeit in den Zeitraum 66 bis 63,3 Millionen Jahre datiert.

## Begriffsgeschichte
Das Shanghuan wurde von Li & Ting (1983) zuerst als eine provisorische Stufe der „Chinese Provincial Age“ vorgeschlagen und mit dem Puercan und dem Torrejonian der "North American Land Mammal Ages" (NALMA) korreliert. Ting (1998) schlug sie als basale Stufe der Asian Land Mammal Ages (ALMA) vor. Die Stufe ist nach der Shanghu-Formation im Nanxiong-Becken in der Provinz Guangdong (Südchina) benannt.

## Definition, absolute Datierung, Korrelation und Untergliederung
Der Beginn des Shanghuan wurde kürzlich definiert mit dem Erstauftreten der Ordnung Pantodonta, die in Asien durch die Gattung Bemalambda repräsentiert ist, und durch das Erstauftreten der Ordnung Arctostylopida mit der Gattung Asiostylops. Mehrere Säugetierordnungen und -familien erscheinen im Shanghuan erstmals im Fossilbericht, wie die Ordnungen Anagalida, Acreodi, Tillodontia und die Condylarthra sowie die Familien Didymoconidae, Eurymylidae und Mimotonidae. Das Shanghuan ist damit durch mehrheitlich in Asien endemische Faunenelemente charakterisiert.
Das Shanghuan wird mit Puercan und dem Torrejonian der nordamerikanischen Säugetierstratigraphie (NALMA) korreliert. Die Grenze Shanghuan/Nongshanian liegt ungefähr 1 Million Jahre vor der Torrejonian/Tiffanian-Grenze. Nach der neuen Korrelierung der chronostratigraphischen Einheiten mit der geochronologischen Datierung dauerte das Shanghuan von 66 bis 63,3, also rund 2,7 Millionen Jahre. Nach anderen Autoren korreliert die Shanghuan/Nongshanian-Grenze mit der Torrejonian/Tiffanian-Grenze Entsprechend würde sich Dauer der Stufe um rund eine Million Jahre verlängern.
Das Shanghuan wird in zwei Faunenzonen untergliedert:
- Archaeolambda-Zone
- Bemalambda-Zone

## Belege